# Krügers Mühlgraben
Krügers Mühlgraben (niedersorbisch Krygaŕski Fryjarka) bei Schipkau in der Niederlausitz war ein zum Teil künstlicher Zulauf der Krügers Mühle und ein Verbindungskanal von der Pößnitz (damals noch Pößnitzwasser) zu dem vom Tagebau erfassen Pößnitzbach. Mit diesem Kanal war ein natürlicher Bachlauf verbunden, dessen ursprüngliche Quelle am alten Schipkauer Galgenberg in einem Teichgebiet unmittelbar zum ehemaligen Freibad lag. Mit dem Tagebau Anna-Süd sind der Galgenberg, der Pößnitzbach und das umliegende Teichgebiet verschwunden, der Krügers Mühlgraben verkam zu einem kaum auszumachenden Rinnsal. Seine Quelle befindet sich nun an den heutigen Galgenbergen. Mit seinem Verlauf markiert er die südliche Ortsgrenze Schipkaus und war einst auch die Grenzmarkierung zwischen dem sächsischen Amt Großenhain und dem späteren preußischen Amt Senftenberg. An der Krügers Mühle fließen der verbliebenen Teil des Kanals und der Bach ineinander und weniger Meter weiter in die Pößnitz.